# 九州鉄道100形電車
九州鉄道100形電車（きゅうしゅうてつどう100がたでんしゃ）は、西日本鉄道（西鉄）の前身事業者の一つである九州鉄道が、1941年（昭和16年）に新製した電車である。

## 車両概説
戦中に増加した利用客に対応するため、九州鉄道が1941年に木南車輌製造で製造した車両である。西鉄での形式称号は200形より若い番号が付与されているが、柳河開業に合わせて製造された200形は落成当初は20形を称しており、本系列の導入時期はより後である。車体長は1形より少し長い15.6mである。
車体前面は貫通扉付きの3枚窓で、側面は両端部に扉を配置し、扉間に大窓を配するC3-dD6D1の窓配置であった。前面は半流線形とし、屋根は張り上げ屋根としている。
電装品はモ1形の2両固定編成化にあたり制御車に改造されたモ1形1 - 8のものを流用した。
座席はセミクロスシートであったが、導入後間もなくロングシートに改造された。車体両端に半室式運転室が設けられていた。運転室向かいの座席から前面展望が可能であった。

## 形式
当初、モ100形101 - 108とク150形151 - 159の17両が製造された。基本はモ100形とク150形の2両編成であったが、電装品供出後は制御車に改造される予定であったモ1形8が火災で焼失し廃車となったため、代替としてモ1形と2両編成を組むク150形を1両余分に製造した。
モ100形とク150形は電装品の有無が異なるだけで、車体形状は全く同一であった。
（※これ以降、本項では100形の「モ」「ク」表記は省略する）

## 運用・改造
製造当初の編成はモ100とク150の2両編成8本で、159はモ1形16（のち8に改番）と2両編成を組成した。
| ← 大牟田福岡・太宰府 → |     |
| cMc                    | cTc |
| 101                    | 151 |
| ：                     | ：  |
| 108                    | 158 |
| 8                      | 159 |

- c：運転台、M：電動車、T：動力なし制御車（以下同じ）

モ102・ク152は1945年8月8日に筑紫駅近くを下り列車として運転中、米軍機の機銃掃射を受け、多数の乗客が死傷した（筑紫駅列車空襲事件）。
1951年からは輸送力増強のため1形・10形・50形とともに一部の編成を3両固定編成とする大規模な編成組み替えが行われ、以下のような改造が施された。
- モ101・103・104・105：福岡側の運転台を撤去、片運転台化
- モ102・106・107・108：運転台をすべて撤去、中間電動車化
- ク151・154：電装し福岡側の運転台を撤去、モ109・110に改番
- ク152・156・157・158：大牟田側の運転台を撤去

| ← 大牟田西鉄福岡・太宰府 → |     |     |
| cM                         | M   | Tc  |
| 101                        | 102 | 152 |
| 103                        | 106 | 156 |
| 104                        | 108 | 158 |
| 105                        | 107 | 157 |
| cM                         | Tc  |     |
| 109                        | 153 |     |
| 110                        | 155 |     |

また1形の編成組み替えで余剰となったク159は狭軌台車に振り替えて電動車化したうえで宮地岳線に転出し、モ18となった。なお同車は転用時に貫通扉のあるスタイルのまま運転台を中央に移設し、乗務員室扉を廃して客用扉を車端に移設する改造を実施、側面窓配置がD(1)6(1)Dに変化している。
1952年には10形の3両編成化により浮いた木造車のク50形2両を活用し、2両編成2編成が3両編成化された。これによりク153・155は電装して運転台をすべて撤去し、中間電動車化され、モ111・112に改番された。
| ← 大牟田西鉄福岡・太宰府 → |     |     |
| cM                         | M   | Tc  |
| 101                        | 102 | 152 |
| 103                        | 106 | 156 |
| 104                        | 108 | 158 |
| 105                        | 107 | 157 |
| 109                        | 111 | 53  |
| 110                        | 112 | 54  |

1954年、モ103・106がカルダン駆動方式の試作車に改造され、台車と主電動機が交換された。この編成は試験終了後の1959年に固定編成を解消し、電動車は台車を20形31編成に譲り、電装解除され制御車ク153・154（各二代目）となった。ク154・156はモ10形と3両編成を組成し、ク153は109編成の制御車ク53と振り替えられた。余剰となったク53は鋼体化改造され車番はそのままに20形へ編入された。
1958年から1960年にかけて、自動列車停止装置の設置に伴って全車とも全室運転台構造に改造された。これにより運転室向かいにあったロングシートがなくなり、側面両端部に乗務員室扉が設置された。
1960年、110編成と編成を組成し、50形のうち最後まで残存した1両（ク54）を鋼体化する際、小倉市（当時）の九州車輌で100形と同じ車体を新製し、ク150形155（2代）として100形に編入した。ク155（2代）は製造当初から全室運転台式となっており、鋼体化以前と同様に110編成と編成を組成した。
| ← 大牟田西鉄福岡・太宰府 → |     |         |
| cM                         | M   | Tc      |
| 11                         | 12  | 154(II) |
| 13                         | 14  | 156     |
| 101                        | 102 | 152     |
| 104                        | 108 | 158     |
| 105                        | 107 | 157     |
| 109                        | 111 | 153(II) |
| 110                        | 112 | 155(II) |

1962年、モ13・モ14が宮地岳線に転出し、モ21・22となった。この2両と編成を組んでいたク156は、当時製造中だった600形の制御車に改造され、ク653に改番されて新製されたモ603と2両固定編成を組んだ。車体はそのままだったため、モ603は19m車体で全鋼製車体・両開き3扉であったのに対して、100形から改造されたク653は15m車体で半鋼製車体・片開き2扉と全く形態が異なっており、異彩を放った。さらに1968年にはク154が編成を組むモ11・12ともども宮地岳線に転出し、ク58（2代）となった。
以上の変遷を経て、モ101・102・104・105・107 - 112およびク152・153・155・157・158の計15両が大牟田線に残存した。
| ← 大牟田西鉄福岡・太宰府 → |     |         |
| cM                         | M   | Tc      |
| 101                        | 102 | 152     |
| 104                        | 108 | 158     |
| 105                        | 107 | 157     |
| 109                        | 111 | 153(II) |
| 110                        | 112 | 155(II) |

1968年以降、101・104・105編成については台枠と主要機器を流用し車体を新製する形で車体更新が実施された。新製された車体は車体形状ならびに各部寸法については原形に忠実に製作されたが、窓上下のウィンドウシル・ヘッダーを廃して前面窓および戸袋窓など固定窓をHゴム固定支持としたほか、側窓が上段Hゴム固定支持・下段上昇式のいわゆるバス窓構造に改められた。その他、客用扉のステンレス扉化・前面貫通扉への行先表示幕設置などが施工された。なお、109・110編成については本格的な更新工事は施工されず、客用扉のステンレス化および行先表示幕新設のみの軽微な改造に留められ、廃車まで原形を保った。

## 廃車
600形に編入されたク653は1975年、600形の冷房化の際に廃車となった。100形のまま大牟田線に残った編成は、5000形の導入により1975年から廃車が始まり、1984年までに全廃された。モ109・111は1977年にバラスト輸送用電動貨車モト911・912に改造されたが、1989年に廃車となった。
宮地岳線に転出したモ18・ク58は1977年に大牟田線から313形が転入してきたことにより廃車となっている。